# Underdogs
Underdogs is een lied van de Nederlandse rapper Kevin in samenwerking met de Nederlandse rapper Emms. Het stond in 2022 als derde track op de ep Plenty bars van Kevin.

## Achtergrond
Underdogs is geschreven door Charnett Reemnet, Emerson Akachar, Joey Moehamadsaleh en Kevin de Gier en geproduceerd door Zerodix en Jordan Wayne. Het is een nummer dat past in de genres nederhop en trap. In het lied rappen de artiesten over verschillende zaken in hun levens. Het stond op de ep Plenty bars met vier andere nummers, waarvan Bushokje en Class eveneens bescheiden hits werden.
Het is niet de eerste keer dat de twee rappers met elkaar een hit hebben. Eerder waren zij al te horen op Niet alleen en Knowledge. Na Underdogs herhaalden ze hun samenwerking op Kameraden voor het leven en Hermanos.

## Hitnoteringen
Ondanks dat het lied niet als single was uitgebracht, hadden de artiesten toch bescheiden succes met het lied in Nederland. Het stond op de 78e plaats van de Single Top 100 in de enige week dat het in deze hitlijst te vinden was. De Top 40 en haar Tipparade werden niet bereikt.